# 罗伯特·泰勒 (1911年)
罗伯特·泰勒（英語：Robert Taylor，1911年8月5日—1969年6月8日）是一位美国好來塢电影的偶像巨星，該时代的極其著名男星。米高梅首席美男子。
1934年泰勒与米高梅签约开始职业生涯。之后在很多电影中担任男主角，1940年拍摄了电影《魂断蓝桥》。第二次世界大战期间，他曾在美国海军航空队担任飞行教员，并出现在教学影片中。
泰勒与女演员芭芭拉·斯坦威克於1939年结婚，1951年离婚。后来与女演员烏蘇拉·蒂斯於1954年结婚，与她有两个孩子。泰勒很喜欢抽烟，在1968年10月被诊断出肺癌，並於1969年6月8日57岁时逝世。

## 早年生活
泰勒本名Spangler Arlington Brugh，出生于内布拉斯加州。父亲原来是农民，后来当了医生。他们曾经搬家了很多次，1917年9月，他们搬到了内布拉斯加州的比阿特丽斯，在那里生活了16年。
十几岁时，泰勒在高中管弦乐队里演奏大提琴。 毕业后，他在多恩学院就读。后来他们搬到加州，泰勒就在洛杉矶的波莫纳学院学习。他加入了校园戏剧团体，1932年被米高梅发现。

## 个人生活
经过三年的约会，泰勒在1939年5月14日和女演员芭芭拉·斯坦威克在圣迭戈结婚。1951年2月泰勒和斯坦威克离婚。他们没有孩子。
1952年泰勒与德国女演员烏蘇拉·蒂斯相遇。1954年5月23日他们结婚。他们有两个孩子：儿子泰蘭斯·泰勒（生于1955年）和女儿泰薩·泰勒（生于1959年）。泰勒也成为妻子之前婚姻里的两个孩子曼努拉·蒂斯和邁克爾·蒂斯的继父。1968年5月29日，泰勒因肺癌去世前不久，烏蘇拉·蒂斯在西洛杉矶的汽车旅馆房间发现了儿子邁克爾·蒂斯的尸体。他后来被认定为吸毒过量死亡。去世前一个月，他刚从精神病院中释放。1964年，他因企图用杀虫剂毒死他的父亲而在劳教所关了一年时间。
泰勒與人稱「瘋子傑克」的英國陸軍人物傑克·邱吉爾是賽艇夥伴。1952年，米高梅製作由撒克遜英雄傳小說改編的電影《劫後英雄傳》，由泰勒主演，邱吉爾則飾演一名弓箭手。

## 去世
1968年10月，泰勒接受了手术切除了他的右肺的一部分。在手术过程中，医生发现他患有肺癌。泰勒每天要抽三包烟，接受手术不久之前戒烟。在他生命的最后几个月里，他由于感染和相关疾病的并发症住院七次。1969年6月8日泰勒在加利福尼亚州圣莫尼卡的圣约翰健康中心因肺癌去世。